# Oxid de aluminiu
Oxidul de aluminiu (numit și alumină) este un compus anorganic cu formula chimică Al2O3. Este în general folosit în producerea aluminiului.
Aluminiul este cel mai răspândit metal din natură și intră în compoziția argilelor. Ocupă locul 3 după răspândire între toate elementele: după oxigen și siliciu. Aluminiul este strâns legat de oxigen și siliciu în aluminosilicați, din care este alcătuită scoarța terestră și care prin degradare se transformă în argile, baza care o constituie caolinitul.
Se găsește de obicei în faza sa cristalin-polimorfică α-Al2O3, sub formă de corindon, varietate care formează pietrele prețioase: rubinele și safirele. Al2O3 este important pentru producerea aluminiului metalic, ca abraziv datorită durității sale și ca material refractar datorită punctului înalt de topire.

## Stare naturală
Corindonul este forma cristalină în stare naturală a oxidului de aluminiu. Rubinele și safirele sunt formele de pietre prețioase ale corundului, care își datorează culorile caracteristice urmelor de impurități. Rubinele au culoarea caracteristică roșu aprins și calitățile de laseri datorită urmelor de crom. Safirele apar în diferite culori datorită diferitelor altor impurități, cum ar fi fierul și titanul.

## Proprietăți
| Proprietate                     | Valoare            |
| ------------------------------- | ------------------ |
| Coeficient de dilatare la 25 °C | 7,1 10−6 K−1       |
| Conductivitate termică la 25 °C | 0,46 J.cm−1.s−1K−1 |
| Constanta dielectrică la 25 °C  | 10,6               |
| Rezistivitate la 14 °C          | 1019 Ω.cm          |

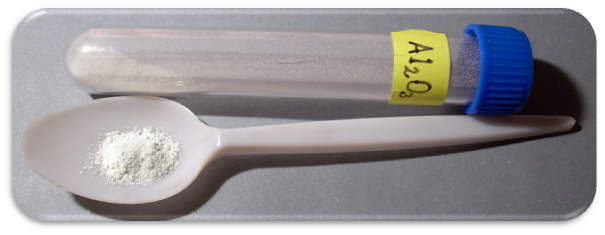
Oxidul de aluminiu sub formă de pulbere

Al2O3 este izolator electric, însă are o conductivitate termică relativ mare (30 Wm−1K−1) pentru un material ceramic. Oxidul de aluminiu este complet insolubil în apă. În forma sa cristalină comună numită corindon sau α-oxid de aluminiu, duritatea sa îl face corespunzător pentru a fi utilizat ca abraziv și material component al sculelor de debitare.
Oxidul de aluminiu este responsabil pentru rezistența aluminiului metalic la coroziunea atmosferică. Aluminiul metalic este foarte reactiv cu oxigenul atmosferic, formându-se la suprafața expusă a aluminiului un strat fin de pasivare (4 nm grosime). Acest strat protejează metalul de alte oxidări. Grosimea și proprietățile ale acestui strat de oxid pot fi îmbunătățite prin anodizare (pasivare electrolitică). Aliajele cum ar fi bronz-aluminiul exploatează această proprietate, o parte a aluminiului din aliaj mărind rezistența la coroziune. Oxidul de aluminiu generat prin anodizare este în mod tipic amorf, dar prin procesele de descărcare asistate, cum ar fi oxidarea electrolitică cu plasmă, rezultă o proporție importantă de oxid de aluminiu cristalin în strat, care îi măresc duritatea.

### Natura amfoterică
Oxidul de aluminiu este o substanță amfoterică, adică are capacitatea de a reacționa atât cu acizii cât și cu bazele, cum ar fi acidul clorhidric, cât și cu hidroxidul de sodiu, reacționând ca acid cu o bază și ca bază cu un acid, neutralizând cealaltă substanță și producând o sare.
Al2O3 + 6 HCl → 2 AlCl3 + 3 H2O
Al2O3 + 6 NaOH + 3 H2O → 2 Na3Al(OH)6 (aluminat de sodiu)

## Structură

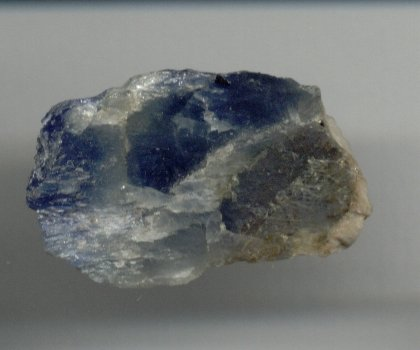
Corindon din Brazilia, de mărime aprox. 2×3 cm.

Cea mai întâlnită formă a oxidului de aluminiu cristalin este corindonul. Ionii de oxigen formează o structură hexagonală cu ionii de aluminiu, ocupând două treimi ale interstițiilor octaedrice. Fiecare centru al ionului de Al3+ este octaedric.  Din punct de vedere cristalografic, corindonul adoptă o structură trigonală Bravais cu grup spațial R-3c (numărul 167 în tabelele internaționale).
Oxidul de aluminiu există și în alte faze, respectiv γ-, δ-, η-, θ-, și χ-Al2O3 Fiecare are proprietăți și structuri cristaline unice.   γ-Al2O3 cubic are aplicații tehnice importante.  Așa zisul β-Al2O3 s-a dovedit a fi NaAl11O17.
Oxidul de aluminiu aflat aproape de temperatura de topire este aproximativ 2/3 tetraedric (adică 2/3 din ionii de Al sunt înconjurați de 4 ioni vecini de oxigen) și 1/3 pentaedric, fiind prezent foarte puțin Al-O octaedric(<5%). Aproximativ 80% din atomii de oxigen sunt partajați între trei sau mai multe poliedre de Al-O, majoritatea de conexiuni inter-poliedrice  sunt de tip colț, restul de 10–20% fiind de tip latură. Spargerea octaedrului la topire este însoțită de o creștere relativ mare de volum (~20%), densitatea lichidului aflat aproape de punctul de topire fiind de 2.93 g/cm3.

## Vezi și
- Corindonul
- Rubinele
- Safirele

## Legături externe
- NIOSH HomeNIOSH Pocket Guide to Chemical Hazards
- Corindon artificial, cu compoziție chimică definită sau nu; Oxid de aluminiu; Hidroxid de aluminiu.